# Islamitisch Centrum Imam Malik
Het Islamitisch Centrum Imam Malik is een op 15 juni 2012 geopende soennitische moskee aan de Nieuwe Marnixstraat 80 in de Nederlandse stad Leiden. Het ontwerp is van architect ir. Gerard Rijnsdorp. Hiervoor was de islamitische vereniging gevestigd in een voormalige taxigarage aan de Bonairestraat in Leiden. Het gebouw was te klein geworden voor het aantal bezoekers dat dagelijks de moskee bezocht.
De moskee vervult een faciliterende rol voor welzijnsinstellingen, cursussen, gezondheidstrainingen, ontmoetingen en discussies. Het multifunctionele gebouw heeft behalve aparte gebedsruimtes voor mannen en vrouwen ook lokalen, conferentieruimtes en ontspanningsruimtes voor de gehele wijk. Voor parkeren zijn 52 plaatsen voorzien onder het gebouw en nog 82 plaatsen in de buurt, die in gemeenschappelijk bezit zijn. 
De moskee wil met haar architectuur transparantie uitstralen. Dit is terug te zien in het gebruik van glazen bouwstenen en de grote glazen koepel boven de gebedsruimte.
De moskee is genoemd naar Imam Malik, voluit Malik ibn Anas ibn Malik ibn Abi 'Amir al-Asbahī (Arabisch: مالك بن أنس), die leefde van circa 711 tot 795 (93 AH - 179 AH). Hij staat bekend als de Sheikh van de islam, het bewijs van de Gemeenschap en imam van het Huis van de emigratie. Hij was een van de meest gerespecteerde geleerden van Fiqh in de soennitische islam.